# Сазала
Сазала́ (рос. Сазала, башк. Саҙалы) — присілок у складі Зіанчуринського району Башкортостану, Росія. Входить до складу Байдавлетовської сільської ради.
Населення — 93 особи (2010; 106 в 2002).
Національний склад:
- башкири — 100%